# Francisco Paulo Mendes
Francisco Paulo Mendes (Belém, 10 de janeiro de 1910 - 9 de maio de 1999), foi um professor e crítico literário brasileiro. Pelo vasto conhecimento, era intitulado de "o mestre que sabia de tudo" por seus alunos.

## Biografia
Nascido em Belém, Francisco Paulo Mendes fez o curso secundário no Instituto Nossa Senhora de Nazaré e graduou-se em direito no ano de 1932 pela Faculdade de Direito do Pará. Começou a lecionar em 1939, tendo sido professor em várias instituições de ensino da capital paraense, como o Colégio Estadual Paes de Carvalho, o Instituto de Educação do Pará, o Colégio Nazaré, o Colégio Gentil Bittencourt, o Colégio Moderno e o Colégio Santo Antônio. Foi também fundador da Faculdade de Filosofia da Universidade Federal do Pará.

### Influência sobre Clarice Lispector
Frequentador do Café Central, no Central Hotel, nas décadas de 1940 e 1950, estabelecimento onde se reunia a intelectualidade belenense da época, ali travou contato e fez amizade com a jovem escritora Clarice Lispector, que em 1944 residiu por seis meses na cidade acompanhando seu marido, o diplomata Maury Gurgel Valente, o qual estava no Pará a serviço do Itamaraty.
Conforme relata Benedito Nunes, que então tinha apenas 14 anos de idade e chamava a escritora de "Dona Clarice" (por influência de Francisco Paulo Mendes que liderava o grupo de intelectuais que se reuniam no Café Central), foi o professor quem apresentou a obra de Sartre à Clarice Lispector. E que esta enviara ao amigo um recado em "Um Sopro de Vida":
"Cadê o desaparecido Francisco Paulo Mendes? Morreu? Me abandonou, achou que eu era muito importante."
As reuniões no Café Central contribuíram para a formação intelectual da jovem Lispector, o que foi reconhecido pela mesma em cartas enviadas a parentes e amigos no Rio de Janeiro. Por exemplo, em missiva endereçada ao amigo Lúcio Cardoso, ela comenta:
"Encontrei aqui pessoas muito interessantes. Paulo Mendes é professor de literatura, mas não um didático. Tem grande biblioteca, conhece um bocado de coisas (...), é muito inteligente. É ótimo falar com ele sobre livros dos quais a gente gosta. Ele me emprestou os Cahiers de Malte, de Rilke, e pedaços escolhidos de Proust. Ele falou de você de um modo que eu gostei de ouvir".

### Grupo dos Novos
Como crítico literário, Francisco Paulo Mendes foi um herdeiro espiritual e tardio da "Academia dos Novos", associação literária formada por um grupo de adolescentes em 1942 (dentre eles, Benedito Nunes) e que, formalmente, foi extinta em 1945. Em 1946, com a fundação do Suplemento Arte Literatura da "Folha do Norte", a nova geração de intelectuais paraenses encontrou seu espaço para discussões sobre literatura e crítica literária, surgindo o "Grupo dos Novos". O suplemento dominical, publicado até 1951, tornou-se um marco na formação de toda uma geração de poetas e críticos locais.

## Obras
- Raízes do Romantismo: ensaio sobre as origens espirituais e intelectuais do movimento romântico (1944)[4]